# 伊号第三百七十三潜水艦
| 画像をアップロード |                                                                       |
| 艦歴               |                                                                       |
| 計画               | 1943年度                                                              |
| 起工               | 1944年8月15日                                                         |
| 進水               | 1944年11月30日                                                        |
| 就役               | 1945年4月14日竣工                                                     |
| その後             | 1945年8月14日戦没                                                     |
| 除籍               | 1945年9月15日                                                         |
| 性能諸元           |                                                                       |
| 排水量             | 基準1,660ｔ、常備1,926t 水中2,240ｔ                                   |
| 全長               | 74.00m                                                                |
| 全幅               | 8.90m                                                                 |
| 吃水               | 5.05m                                                                 |
| 機関               | 艦本式23号乙8型ディーゼル2基2軸 水上：1,750馬力 水中：1,200馬力       |
| 速力               | 水上：13.0kt 水中：6.5kt                                              |
| 航続距離           | 水上：13ktで5,000海里 水中：3ktで100海里（185km）                     |
| 燃料               | 重油                                                                  |
| 乗員               | 55名（計画）                                                          |
| 兵装               | 8cm迫撃砲連装2基4門 25mm機銃連装3基、単装1挺 魚雷兵装なし             |
| 備考               | 安全潜航深度：100m 物資搭載量：艦内100t、艦外10t 補給用ガソリン：150t |

伊号第三百七十三潜水艦（いごうだいさんびゃくななじゅうさんせんすいかん）は、大日本帝国海軍の潜水艦。艦級は丁型改（ていがたかい）で、同型の完成艦はない。輸送任務に特化され魚雷発射管を有していないので、潜水状態では攻撃を行うことはできなかった。1945年(昭和20年)4月14日に竣工し、終戦直前の8月14日に東シナ海で米潜水艦スパイクフィッシュにより撃沈された。

## 概要
昭和18年の戦時計画で7隻計画された輸送用潜水艦の2隻目。1隻目は伊三百六十一型潜水艦（丁型）の最終艦伊号第三百七十二潜水艦として竣工。本艦は基本計画番号S51Cと改め丁型改（伊373型）として唯一完成した。残り5隻も丁型改とする予定だったが、1隻未成、4隻は計画のみに終わった。
丁型からガソリン搭載150tを追加、補給搭載物件も合計110tに増加した。その代わりに航続距離は13ノットで5,000海里と短く、排水量も200tほど増大した。兵装は14cm砲に代わって8cm迫撃砲を搭載している。

## 艦歴
- 1944年8月15日 - 横須賀海軍工廠にて起工。
- 1944年11月30日 - 進水
- 1945年4月14日 - 竣工、そのままガソリン搭載工事に着手。
- 1945年6月20日 - 第6艦隊第15潜水隊に編入。
- 1945年8月9日 - 佐世保から台湾へ向け出港。
- 1945年8月14日夜、東シナ海で米潜スパイクフィッシュに捕捉される。日の出直前、スパイクフィッシュは魚雷6本を発射、内2本が魚雷が命中し伊373は沈没。艦長以下84名が戦死し、1名のみ米潜に救助された。伊373は太平洋戦争中最後に戦没した日本潜水艦となった。
- 1945年9月15日 - 除籍

## 歴代艦長

### 艦長
1. 射延行雄 大尉：1945年4月14日 - 8月14日戦死[1]

## 同型艦
- 伊号第三百七十四潜水艦 (未成)
  - 1944年10月24日起工。1945年4月17日工事中止、工程40%。
- その他4隻が建造取り止め